# Sexo y otros secretos (banda sonora)
Sexo y otros secretos es el nombre de la banda sonora de la serie de televisión mexicana del mismo nombre, S.O.S.: Sexo y otros secretos.
El álbum salió a la venta en julio de 2007 bajo el sello discográfico EMI Music, y presenta las voces de varios artistas como Belinda, Kudai, Benny, Enrique Iglesias, Ely Guerra, Ana Torroja y Aleks Syntek.
Además, contiene el tema de la serie titulado "Ay mujeres", interpretado por Elizabeth Serrano y el grupo La Forquetina..

## Lista de canciones[2]
1. Ay Mujeres - La Forquetina con Elizabeth Serrano
2. No me importa nada - Luz Cazal
3. Ella - Bebé
4. Dímelo - Enrique Iglesias
5. Escapar - Kudai
6. Contigo o sin ti - Belinda
7. Las Bragas - Verónica Orozco
8. Maciza - Jacobo Lieberman
9. Bésame - Ely Guerra
10. Déjalo ir - Benny Ibarra
11. Duele el amor - Aleks Syntek y Ana Torroja
12. Yo tampoco - Jannette Chao
13. Las quiero a todas - Jacobo Lieberman
14. Me haces tanto bien - Amistades Peligrosas
15. Me cuesta tanto olvidarte - Fey
16. Mírame - Sentidos Opuestos
17. A Volar - Kika
18. ¿Cómo pudiste hacerme esto a mí? - Alaska y Dinarama
19. Mi gran noche - Raphael
20. Ay Mujeres - Versión acústica

## Posicionamiento
| Año  | País   | Posición |
| ---- | ------ | -------- |
| 2007 | México | 49       |